# Pico Venado
El pico Venado (en inglés: Venado Peak') es uno de los picos más importantes de las montañas Taos, un grupo de las montañas Sangre de Cristo, una subcordillera de las Montañas Rocosas. Se encuentra en el condado de Taos, en el estado de Nuevo México, en Estados Unidos, a unos 13 kilómetros al noreste de la ciudad de Questa. Se encuentra en el Bosque nacional de Carson. Su nombre le fue dado por los españoles.
Siendo el punto más alto del grupo de picos al norte del río Rojo (Red River) y al suroeste del arroyo Costilla, el pico es el décimo por altitud del estado y el tercero por la prominencia topográfica en la parte de Nuevo México de las montañas Sangre de Cristo.